# Парма валаби
Парма валаби или белогруди валаби (Macropus parma) је врста сисара торбара из породице кенгура и валабија (Macropodidae).

## Распрострањење
Југ аустралијске државе Нови Јужни Велс је једино познато природно станиште врсте. Присутна је и на Новом Зеланду где је пренета крајем 19. века.

## Станиште
Станиште врсте су влажне шуме и честари. Врста је по висини распрострањена до 1.000 метара надморске висине.

## Угроженост
Ова врста је на нижем степену опасности од изумирања, и сматра се скоро угроженим таксоном.

### Популациони тренд
Популациони тренд је за ову врсту непознат.